# Jan Paweł Tarno
Jan Paweł Tarno (ur. 1951) – polski prawnik, profesor nauk prawnych, nauczyciel akademicki Uniwersytetu Łódzkiego, specjalista w zakresie prawa administracyjnego, sędzia Naczelnego Sądu Administracyjnego.

## Życiorys
W 1973 ukończył studia na Uniwersytecie Łódzkim. W 1982 na Wydziale Prawa i Administracji UŁ uzyskał stopień naukowy doktora nauk prawnych. W 1997 na podstawie dorobku naukowego oraz rozprawy pt. Naczelny Sąd Administracyjny a wykładnia prawa administracyjnego uzyskał na tym Wydziale stopień doktora habilitowanego nauk prawnych w zakresie prawa, specjalność: prawo i postępowanie administracyjne. W 2015 prezydent RP nadał mu tytuł profesora nauk prawnych.
Jest profesorem zwyczajnym na Wydziale Prawa i Administracji UŁ i kierownikiem Zakładu Sądownictwa Administracyjnego tegoż Wydziału oraz sędzią Naczelnego Sądu Administracyjnego.

## Wybrane publikacje
- Doradca podatkowy w egzekucji administracyjnej należności pieniężnych, Warszawa: Wolters Kluwer Polska, 2012.
- Finanse samorządów terytorialnych a współfinansowanie projektów europejskich, Zielona Góra: RIO, Sulechów: PWSZ, 2004.
- Miejsce i rola RIO i SKO w systemie samorządu terytorialnego, Zielona Góra: Regionalna Izba Obrachunkowa, 2005.
- Naczelny sąd administracyjny a wykładnia prawa administracyjnego, Łódź: Wydawnictwo Uniwersytetu Łódzkiego, 1996.
- Postępowanie administracyjne (materiały do ćwiczeń), Warszawa: IAiZ, 1987.
- Prawo o postępowaniu przed sądami administracyjnymi. Komentarz, Warszawa: Wydawnictwo Prawnicze "LexisNexis", 2004.
- Samorząd terytorialny w Polsce a sądowa kontrola administracji, Warszawa: Wolters Kluwer Polska, 2012.
- Sądowa kontrola administracji, Warszawa: Wydawnictwo C. H. Beck, Instytut Nauk Prawnych PAN, 2014.
- Sądowa kontrola administracji w sprawach podatkowych. IV Letnie Warsztaty Doktoranckie, (red.) Warszawa: Wolters Kluwer Polska, 2011.
- Ustawy reformujące sądownictwo administracyjne, Warszawa: Wydawnictwo Prawnicze "LexisNexis", 2003.[1]